# Kabupaten de Sikka
Pour les articles homonymes, voir Sikka.
Le kabupaten de Sikka, en indonésien Kabupaten Sikka, est un kabupaten de la province des petites îles de la Sonde orientales en Indonésie. Son chef-lieu est Maumere.

## Géographie
Il est composé d'une partie de l'île de Florès et  des îles Palu'e et Besar.
Le paysage est caractérisé par des montagnes et collines déboisées. Un programme de reforestation est en cours.

## Divisions administratives

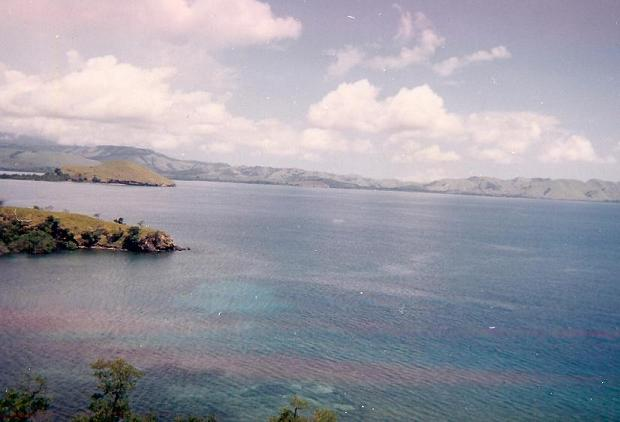
La plage de Magepanda à l'ouest de Maumere

Il est divisé en 21 kecamatans :
- Paga
- Mego
- Tanawawo
- Lela
- Bola
- Doreng
- Mapitara
- Talibura
- Waigete
- Waiblama
- Kewapante
- Hewokloang
- Kangae
- Palu'e
- Koting
- Nelle
- Nitta
- Magepanda
- Alok
- Alok Barat
- Alok Timur

## Histoire et culture
Sikka était autrefois un royaume.

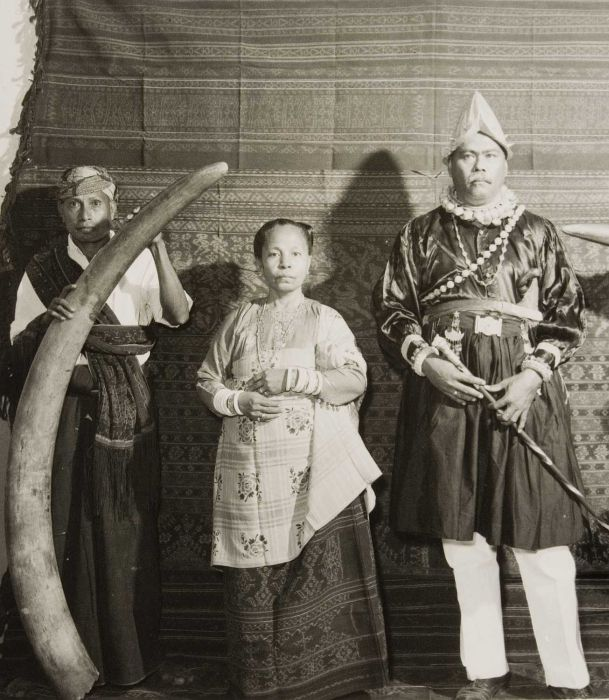
Don Jozef Thomas Ximenes da Silva, souverain de Sikka (vers 1950)

On a trouvé dans le village de Dobo près de Maumere un bateau de bronze de l’époque Dong Son, appelé Jong Dobo. Il est pieusement conservé par les habitants.
Le village de Lela était un centre de diffusion de la religion catholique à Florès. On y trouve un puits foré par le Père Le Cocq en 1885.

## Tourisme
Maumere possède de belles plages. La baie de Maumere a une riche vie marine et est propice à la plongée sous-marine. Le musée Ledalero dans la banlieue de Maumere possède une intéressante collection d’objets.
La petite ville de Nitta, située à 10 km de Maumere, était le siège d’une principauté. Elle possède des sites historiques, des cérémonies traditionnelles et de beaux tissus.
C’est dans l’ancien village de Paga en bord de mer, à 40 km de Maumere, que des missionnaires catholiques se réfugièrent, fuyant les autorités hollandaises.
Le mont Rokatenda est un volcan dans l’île de Palu'e en face de Maumere.
Il y a de beaux jardins sous-marins à Waiara, à 12 km de Maumere.

## Sources
- Universitas Kristen Petra, Surabaya